# ۱۰۲۴ (میلادی)
۱۰۲۴ (میلادی) هزار و بیست و چهارمین سال تقویم میلادی است.

## درگذشتگان
- بندیکت هشتم، پاپ کلیسای کاتولیک روم

‎